# Helina flavitegula
Helina flavitegula är en tvåvingeart som beskrevs av Xue, Feng och Song 2006. Helina flavitegula ingår i släktet Helina och familjen husflugor. Inga underarter finns listade i Catalogue of Life.